# Trupanea platensis
Trupanea platensis är en tvåvingeart som först beskrevs av Juan Brèthes 1908.  Trupanea platensis ingår i släktet Trupanea och familjen borrflugor. Inga underarter finns listade i Catalogue of Life.